# Liste der Baudenkmale in Lüneburg – Bei der Ratsmühle
In der Liste der Baudenkmale in Lüneburg – Bei der Ratsmühle sind Baudenkmale in der Straße Bei der Ratsmühle in der niedersächsischen Stadt Lüneburg aufgelistet. Die Quelle der IDs und der Beschreibungen ist der Denkmalatlas Niedersachsen. Der Stand der Liste ist der 26. Dezember 2021.

## Allgemein
In den Spalten befinden sich folgende Informationen:
- Lage: die Adresse des Baudenkmales und die geographischen Koordinaten. Kartenansicht, um Koordinaten zu setzen. In der Kartenansicht sind Baudenkmale ohne Koordinaten mit einem roten Marker dargestellt und können in der Karte gesetzt werden. Baudenkmale ohne Bild sind mit einem blauen Marker gekennzeichnet, Baudenkmale mit Bild mit einem grünen Marker.
- Bezeichnung: Bezeichnung des Baudenkmales
- Beschreibung: die Beschreibung des Baudenkmales. Unter § 3 Abs. 2 NDSchG werden Einzeldenkmale und unter § 3 Abs. 3 NDSchG Gruppen baulicher Anlagen und deren Bestandteile ausgewiesen.
- ID: die Objekt-ID des Baudenkmales
- Bild: ein Bild des Baudenkmales, ggf. zusätzlich mit einem Link zu weiteren Fotos des Baudenkmals im Medienarchiv Wikimedia Commons. Wenn man auf das Kamerasymbol klickt, können Fotos zu Baudenkmalen aus dieser Liste hochgeladen werden:

## Baudenkmale
| Lage                                               | Bezeichnung                | Beschreibung | ID       | Bild           |
| -------------------------------------------------- | -------------------------- | --- | -------- | -------------- |
| Bei der Ratsmühle 2 53° 14′ 50″ N, 10° 24′ 51″ O   | Wohnhaus                   | | 30651220 |                |
| Bei der Ratsmühle 3 53° 14′ 50″ N, 10° 24′ 51″ O   | Wohnhaus                   | | 30670225 |                |
| Bei der Ratsmühle 4 53° 14′ 50″ N, 10° 24′ 51″ O   | Wohnhaus                   | | 30651240 |                |
| Bei der Ratsmühle 5 53° 14′ 50″ N, 10° 24′ 51″ O   | Wohnhaus                   | | 30670207 |                |
| Bei der Ratsmühle 6 53° 14′ 50″ N, 10° 24′ 50″ O   | Wohnhaus                   | | 30651260 |                |
| Bei der Ratsmühle 7 53° 14′ 50″ N, 10° 24′ 50″ O   | Wohnhaus                   | | 30656481 |                |
| Bei der Ratsmühle 8 53° 14′ 50″ N, 10° 24′ 50″ O   | Wohnhaus                   | | 30651285 |                |
| Bei der Ratsmühle 9 53° 14′ 50″ N, 10° 24′ 50″ O   | Wohnhaus                   | | 30670140 |                |
| Bei der Ratsmühle 10 53° 14′ 49″ N, 10° 24′ 51″ O  | Ratswasserkunst            | | 30658239 | Weitere Bilder |
| Bei der Ratsmühle 11 53° 14′ 50″ N, 10° 24′ 49″ O  | Wohnhaus                   | | 30684337 |                |
| Bei der Ratsmühle 12 53° 14′ 50″ N, 10° 24′ 49″ O  | Wohnhaus                   | | 30651334 |                |
| Bei der Ratsmühle 17 53° 14′ 49″ N, 10° 24′ 52″ O  | Alte Ratsmühle             | Die Ratsmühle wurde bereits 1319 erwähnt. Das jetzige Hauptgebäude ist ein Neubau aus dem Jahre 1597. Zwischen 1568 und 1572 folgte bei der Ratsmühle der Bau der „Ratswasserkunst“. Sie ist damit eine der ältesten Wassertürme in Deutschland. Ursprünglich als Konkurrenz zur „Abtswasserkunst“ (Bei der Abtsmühle 2) gegründet, diente die „Ratswasserkunst“ vor allem der Stadt und der Saline zur Versorgung mit Frischwasser. | 30656505 | Weitere Bilder |
| Bei der Ratsmühle 17 53° 14′ 49″ N, 10° 24′ 53″ O  | Nebengebäude der Ratsmühle | | 30687720 |                |
| Bei der Ratsmühle 17 53° 14′ 49″ N, 10° 24′ 53″ O  | Dragonermühle              | | 30688137 |                |
| Bei der Ratsmühle 17 53° 14′ 49″ N, 10° 24′ 54″ O  | Neue Mühle                 | | 30670183 |                |
| Bei der Ratsmühle 17 53° 14′ 48″ N, 10° 24′ 55″ O  | Wehr                       | | 30687984 | BW             |
| Bei der Ratsmühle 17a 53° 14′ 48″ N, 10° 24′ 50″ O | Wohnhaus                   | | 30670160 |                |